# Apoasphondylia orientalis
Apoasphondylia orientalis är en tvåvingeart som först beskrevs av Ephraim Porter Felt 1927.  Apoasphondylia orientalis ingår i släktet Apoasphondylia och familjen gallmyggor. Inga underarter finns listade i Catalogue of Life.